# Agripa (filósofo)
Agripa (en griego: Ἀγρίππας, Agrippas) fue un filósofo escéptico que probablemente vivió hacia el final del siglo I d. C., es decir, unos 300 años posterior a Pirrón. Es considerado como el autor de "Los cinco caminos de la duda" o tropos (en griego: τρόποι, tropoi), que se supone establecen la imposibilidad de conocimiento cierto.

## Los cinco tropos
Aparecen escritos por Sexto Empírico en su Esbozos pirrónicos. De acuerdo a Sexto, se atribuyen a "los más recientes escépticos" y es por Diógenes Laercio que son atribuidos a Agripa. Los tropos son:
- Disensión: La incertidumbre de las reglas sociales y de las opiniones de los filósofos.
- Progresión ad infinitum: Toda prueba requiere ser probada y así hasta el infinito.
- Relación: Todas las cosas cambian cuando las relaciones entre ellas cambian o cuando son observadas desde un punto de vista diferente.
- Asunción: La afirmación de la verdad es una mera hipótesis.
- Circularidad: La verdad afirmada supone un círculo vicioso.

El primer y el tercer tropo son un resumen de los diez caminos de la duda originales, que eran la base de la corriente escéptica anterior. Los otros tres muestran la evolución del sistema escéptico y la transición desde las objeciones comunes derivadas de la falibilidad de los sentidos y las opiniones, hacia caminos de duda más abstractos y metafísicos.
Siguiendo a Victor Brochard: "Los cinco tropos pueden considerarse la formulación más precisa y más radical de escepticismo jamás dada. En cierto sentido, siguen siendo irresistibles actualmente." Diógenes Laercio adjudica a Agripa el Escéptico la creación de un problema filosófico llamado trilema de Agripa que, en el siglo XX, fue asimilado al planteado por Hans Albert con el nombre de trilema de Münchhausen.